# Affoussiata Bamba-Lamine

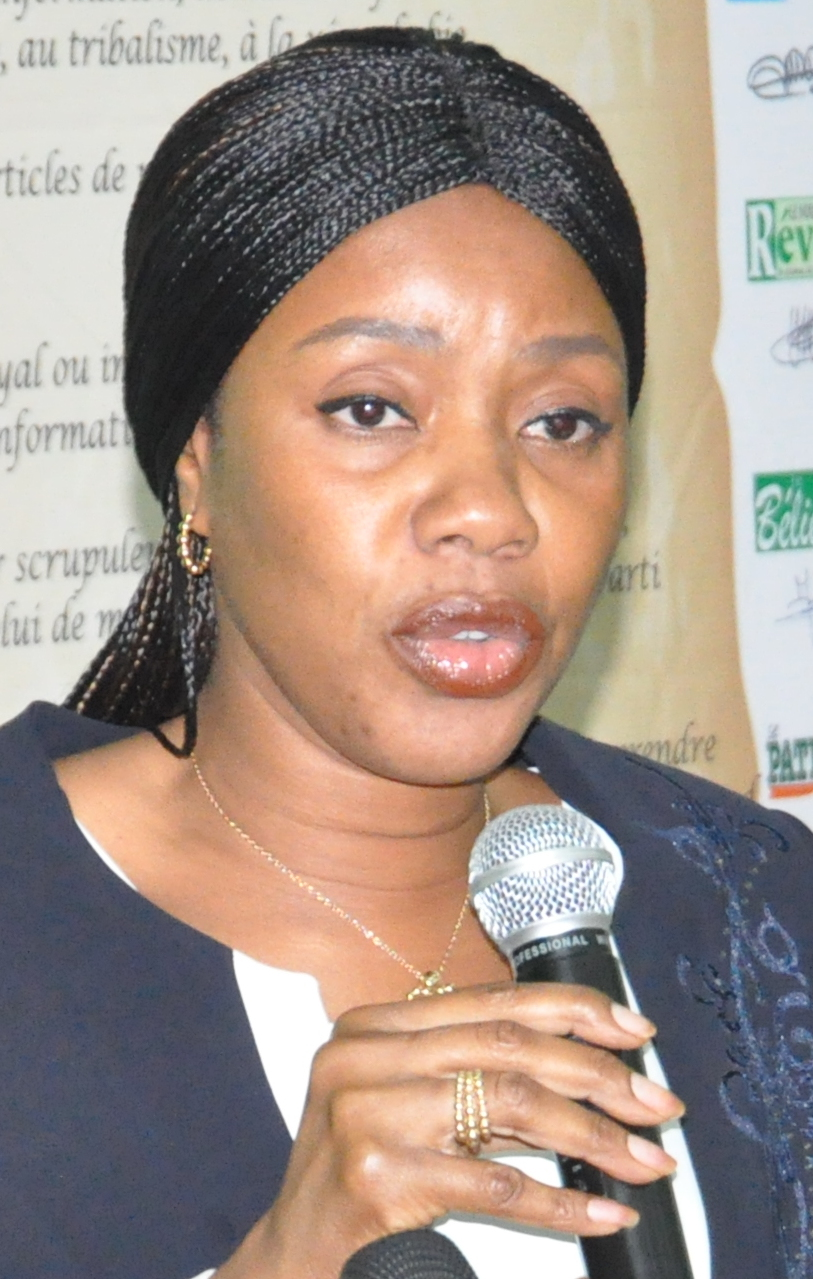
Affoussiata Bamba-Lamine

Affoussiata Bamba-Lamine (sinh ngày 23 tháng 6 năm 1970) là một nữ chính trị gia của Bờ Biển Ngà, từng giữ chức Bộ trưởng Truyền thông từ tháng 12 năm 2012 đến tháng 1 năm 2017.

## Cuộc sống ban đầu và giáo dục
Bamba-Lamine sinh ngày 23 tháng 6 năm 1970 tại Abidjan. Cha của bà, Moriféré Bamba, là Bộ trưởng Bộ Y tế trong quá trình chuyển đổi quân sự của Robert Guéï. Bà có bằng luật của Đại học Robert Schuman ở Strasbourg, bằng thạc sĩ luật tại Đại học Paris X và bằng tiến sĩ luật so sánh của Đại học Nancy 2 ở Pháp.

## Sự nghiệp
Bamba-Lamine hành nghề luật ở Pháp, trở thành thành viên của hội Luật sư Paris năm 2001.
Năm 2002, Bamba-Lamine trở thành cố vấn pháp lý của Bộ Truyền thông, và phục vụ trong văn phòng của Thủ tướng từ năm 2007 đến 2012. Trong cuộc khủng hoảng Bờ Biển Ngà 2010-11, bà tham gia vào Lực lượng Mới và là cố vấn pháp lý cho Guillaume Soro.
Bamba-Lamine được bầu vào Quốc hội cho xã Abobo đại diện cho đảng Cộng hòa năm 2011, người phụ nữ duy nhất vừa mới gia nhập chính phủ vào thời điểm đó. Sau đó, bà được bầu làm Chủ tịch Ủy ban về các vấn đề chung và quốc tế. Bà được bổ nhiệm làm Bộ trưởng Truyền thông vào ngày 22 tháng 11 năm 2012, và là người phát ngôn của chính phủ. Vào tháng 5 năm 2016, bà đã ban bố một quá trình tự do hóa truyền hình ở Bờ Biển Ngà.
Tại cuộc bầu cử năm 2016, Bamba-Lambine đại diện cho xã Cocody, nơi bà bị đánh bại bởi ứng viên tự do Yasmina Ourgnin, cựu thành viên PDCI, người đã nhận được 57% phiếu bầu so với 32% của Bamba-Lambine. Sau đó, bà từ chức Bộ trưởng Bộ Truyền thông và được Kone Bruno kế nhiệm vào ngày 10 tháng 1 năm 2017.

## Giải thưởng và danh dự
Bamba-Lamine được phong hiệp sĩ Huân chương Quốc gia Bờ biển Ngà vào năm 2013.

## Cuộc sống cá nhân
Bamba-Lamine đã kết hôn và có hai con.